# 하숙생
"하숙생"(下宿生, The Student Boarder)은 한국에서 제작된 정진우 감독의 1966년 영화이다. 강신성일 등이 주연으로 출연하였고 우기동 등이 제작에 참여하였다. 제27회 베니스 국제 영화제에서 상영되었다.

## 출연

### 주연
- 강신성일
- 김지미
- 최남현
- 전계현

### 조연
- 김희갑
- 전양자
- 오현경
- 김정옥
- 윤일봉

## 기타
- 원작자: 김석야
- 조명: 고해진
- 음향효과: 최형래
- 녹음: 이경순
- 미술: 정우택